# Purus
Purus (por.: Rio Purus) je rijeka u Južnoj Americi desna pritoka Amazone, koja nastaje sutokom rijeka Cujar i Curiuja u Peru, a nakon 3.210 km se u Brazilu ulijeva u Amazonu.
Rijeka Purus je poznata po svom vijugavom tijeku, tako da za udaljenost koju rijeke prođe potrebno je više od dvostruke duljine rijeke. Veće pritoke rijeke Purus su rijeka Acre (Aquiry) i rijeka Ituxi. Rijeka je plovna za manje brodove oko 2.650 km uzvodno.

## Vanjske poveznice
|  | Zajednički poslužitelj ima još gradiva o temi Purus |